# Fender Jazzmaster
A Fender Jazzmaster a Fender hangszercég egyik elektromos gitár modellje, melyet 1958-tól 1980-ig forgalmazott. A főleg surf stílust játszó bandák körében népszerű hangszert egy ideig a Fender Japan gyártotta, majd 1999-től ismét bekerült a Fender American sorozatába. Az 1990-es évektől éli reneszánszát, az indie rock zenészek körében.

## Híres gitáros
- Elvis Costello
- J. Mascis (Dinosaur Jr.)
- Thurston Moore (Sonic Youth)
- Lee Ranaldo (Sonic Youth)
- Kevin Shields (My Bloody Valentine)
- Tom Verlaine (Television)